# Grand Canyon West, Arizona
Grand Canyon West je naseljeno područje za statističke svrhe u američkoj saveznoj državi Arizona. Prema popisu stanovništva iz 2010. u njemu je živjelo 2 stanovnika.